# UNISOC
UNISOC (pinyin: Zǐguāng zhǎn ruì), abans Spreadtrum Communications, Inc., és una empresa xinesa de semiconductors sense foneria (fabricació pròpia) amb seu a Xangai que produeix chipsets per a telèfons mòbils. UNISOC desenvolupa el seu negoci en dos camps principals: electrònica de consum i electrònica industrial, inclosos telèfons intel·ligents, telèfons amb funcions, sistemes d'àudio intel·ligents, desgast intel·ligent i altres camps d'aplicació; L'electrònica industrial cobreix camps com ara LAN IoT, WAN IoT i pantalla intel·ligent.
A partir del 2021, és el quart fabricant de processadors mòbils més gran del món, després de Mediatek, Qualcomm i Apple, amb un 9% de quota de mercat global.
UNISOC és una empresa líder en disseny de xips de plataformes. És una de les poques empreses del món que domina completament 2G/3G/4G/5G, Wi-Fi, Bluetooth, TV FM, comunicacions per satèl·lit i altres tecnologies relacionades. En el camp 5G, UNISOC és una de les tres empreses de xips 5G del mercat obert mundial.
UNISOC té una àmplia experiència en integració de xips a gran escala i integració completa de xips perifèrics. La cartera de productes UNISOC inclou unitats centrals de processament de comunicacions mòbils, xips de banda base, xips AI, xips frontals de radiofreqüència, xips de radiofreqüència i altres xips de comunicació, informàtica i control, etc. La prova de camp UNISOC cobreix 133 països i ha superat la certificació d'enviament de més de 260 operadors a tot el món. UNISOC té més de 500 clients, inclosos HONOR, realme, vivo, Samsung, moto, Hisense, ZTE, JD, UnionPay i GREE.

## Productes Principals
Actualment, els principals productes d'UNISOC inclouen unitats centrals de processament de comunicacions mòbils, xips de banda base, xips AI, xips frontals de radiofreqüència, xips de radiofreqüència i altres xips de comunicació, informàtica i control, que s'utilitzen àmpliament en camps de l'electrònica de consum, com ara els telèfons intel·ligents, tauletes intel·ligents i wearables intel·ligents, finances, logística intel·ligent, energia intel·ligent, medicina intel·ligent i altres indústries.